# Ролинек, Томаш
Томаш Ролинек (чеш. Tomáš Rolínek; 17 февраля 1980, Ждяр-над-Сазавоу) — чешский хоккеист, нападающий. Чемпион мира 2010 года. Менеджер в клубе чешской Чешской экстралиги «Пардубице».

## Карьера
Воспитанник клуба «Ждяр-над-Сазавоу». Начал карьеру в 1999 году в составе клуба Чешской экстралиги «Пардубице», выступая до этого за его фарм-клуб. Был связан контрактом с клубом до 2008 года. За это время он успел побывать в аренде во многих клубах как Экстралиги, так и низших дивизионов. С 2005 года Ролинек стал одним из лидеров клуба, набирая в среднем более 30 очков за сезон. За время выступлений в «Пардубице» стал чемпионом страны и дважды завоевал серебро чешского первенства.
3 апреля 2008 года Ролинек подписал контракт с магнитогорским «Металлургом». В своём первом же сезоне вместе с командой стал третьим в КХЛ, а также вышел в финал Лиги чемпионов. 13 мая 2009 года было объявлено о продлении контракта, а сразу после окончания сезона чех переподписал своё соглашение, теперь уже на неоговариваемых условиях. В сезоне 2010/11 вновь был одним из лучших в составе магнитогорского клуба, набрав 40 (20+20) очков в 69 проведённых матчах.
3 мая 2012 года Ролинек перешёл в уфимский «Салават Юлаев», подписав двухлетний контракт. 25 декабря 2012 года контракт был расторгнут по обоюдному согласию. В 23 матчах Ролинек набрал 6 (3+3) очков при показателе полезности −6.

### Сборная
В составе сборной Чехии Томаш Ролинек неизменно принимает участие в чемпионатах мира, начиная с 2006 года. За это время он выигрывал золото, серебро и бронзу мировых первенств, став в 2009 году капитаном сборной. Также принимал участие в Олимпийских играх 2010 года. Более того, Ролинек постоянно призывается под знамёна сборной для участия в матчах Еврохоккейтура. Самого большого успеха в своей карьере добился в 2010 году, став чемпионом мира.

## Достижения
- Чемпион мира 2010.
- Серебряный призёр чемпионата мира 2006.
- Бронзовый призёр чемпионата мира 2011.
- Чемпион Чехии 2005.
- Серебряный призёр чемпионата Чехии 2003 и 2007.
- Бронзовый призёр чемпионата Чехии 2014.
- Бронзовый призёр открытого чемпионата России КХЛ 2009.

## Статистика
| Легенда | Легенда                    | Легенда | Легенда                   | Легенда | Легенда    |
| ------- | -------------------------- | ------- | ------------------------- | ------- | ---------- |
| И       | Количество проведённых игр | Штр     | Штрафное время            | +/−     | Плюс-минус |
| Г       | Голы                       | П       | Голевые передачи          | О       | Очки       |
| -       | Статистика неизвестна      | —       | Статистика не учитывалась |         |            |